# 奧穆爾塔格 (保加利亞)
奧穆爾塔格是保加利亞的城鎮，位於該國東部，距離首府特爾戈維什特24公里，由特爾戈維什特州負責管轄，海拔高度525米，該地區自新石器時代有人類居住，2011年人口7,369。

## 外部連結
- （保加利亚文）Official municipality cite